# Airavata

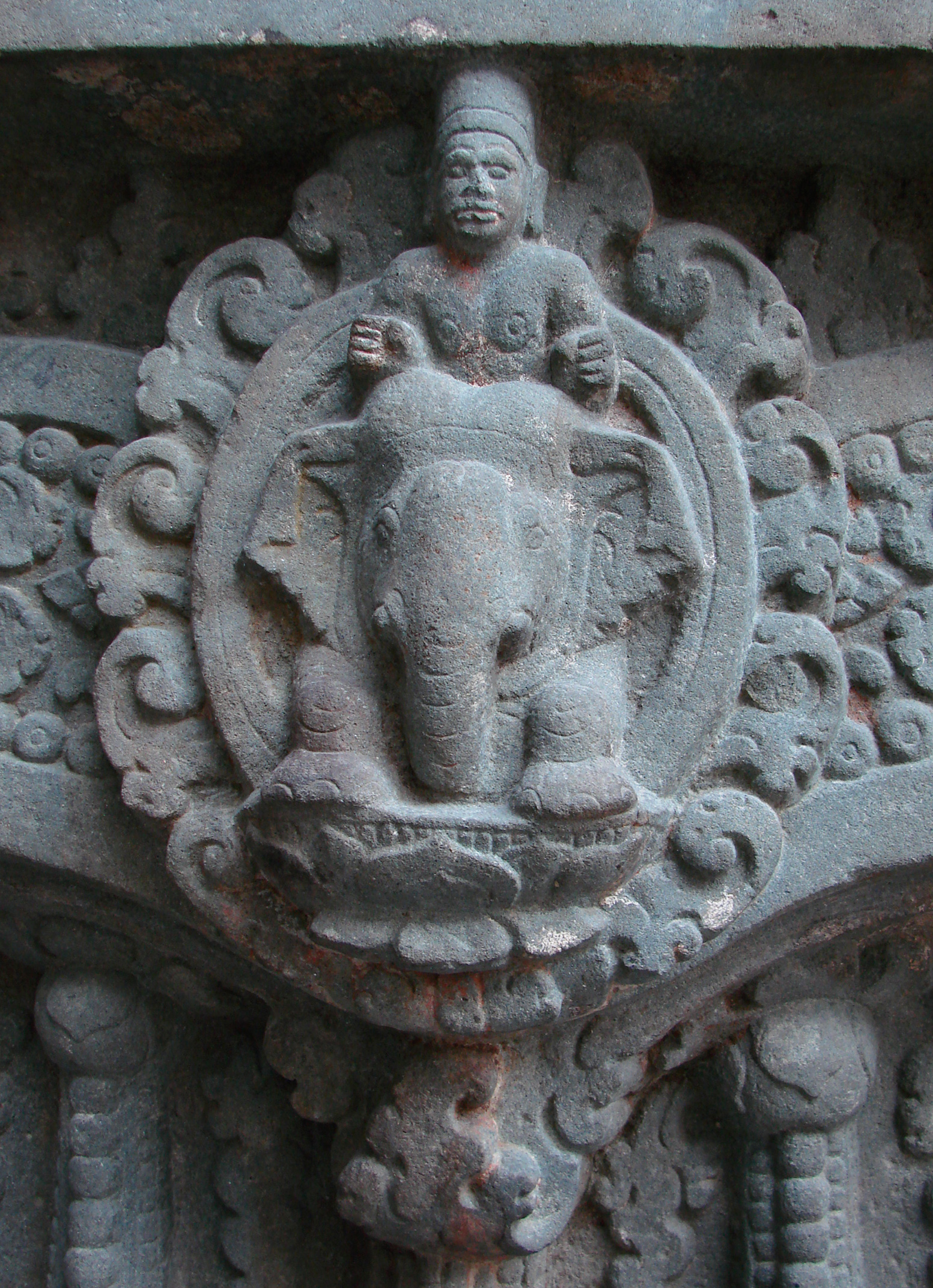
Indra auf Airavata. Sandsteinrelief am Ziegeltempel der Hauptstadt Sambor Prei Kuk des Chenla-Reichs in der kambodschanischen Provinz Kampong Thom. Südgruppe, S. 7, Anfang 7. Jahrhundert. Heute im Musée Guimet, Paris.

Airavata (Sanskrit ऐरावत airāvata m.), auch Airavana (ऐरावण IAST airāvaṇa) ist in der hinduistischen Mythologie ein weißer, heiliger Elefant, der zuerst Erschaffene aller Elefanten und das Reittier (Vahana) des Schöpfergottes Indra. Er gehört auch zu den acht Diggaja, Elefanten, die in den Haupthimmelsrichtungen die Welt tragen. Im indischen Kulturkreis gelten Airavata und seine Nachkommen als Glückssymbol und Regenbringer. Dargestellt wird er zumeist mit drei Köpfen und vier Stoßzähnen.
Von zentraler Bedeutung für die indische Mythologie ist der Schöpfungsmythos vom Quirlen des Milchozeans, aus dem auch Airavata entstanden ist; erzählt in unterschiedlichen Versionen in den Epen Mahabharata, Ramayana und einigen Puranas. Dem mythischen Airavata und den irdischen Elefanten widmen sich altindische Elefantenkunden, das Matangalila, das Hastyayurveda und einschlägige Kapitel des Manasollasa aus dem 12. Jahrhundert.

## Schöpfungsgeschichte
Kosmisches Urprinzip ist die Einheit. Ob als glühend oder golden beschrieben, die Schalen des indischen Ureis stammen vom Leib des Sonnengottes, des Sonnenadlers Garuda, der bereits davongeflogen war, als zuerst Airavata und nachfolgend weitere Elefanten hervortraten.

### Milchozean
Dieser Ursprungsmythos steht im Matangalila, ebenso folgende, dem Quirlen des Milchozeans vorausgehende Geschichte: Der Heilige Durvasas schenkte voller Ehrerbietung Indra einen Kranz himmlischer Blumen. Als er sah, dass Airavata, angewidert vom Geruch, den Kranz zertrat, verfluchte der Asket den Elefanten. Gegen Flüche von Heiligen können auch Götter nur mit Mühe ankämpfen. Der Elefant ging zugrunde, um ihn wiederzubekommen und die Herrschaft über die Welt zurückzuerlangen, quirlten die Götter das Milchmeer so lange, bis Airavata, „der aus dem Milchmeer Geborene“, hervorkam.
Je nach hinduistischer Tradition werden bestimmte heilige Texte und deren Göttermythen zu Glaubensinhalten, neue Mythosvarianten entstehen aus der religiösen Praxis durch Kombination. So ist es ein eher geschichtswissenschaftliches Konzept, Details aus dem Mythos des Milchozeans in der mehrtausendjährigen Geschichte der indischen Dichtung genau zu verorten. Elefanten sind bereits im 3. Jahrtausend v. Chr. auf Siegeln von Mohenjo-Daro abgebildet. Ein struktureller Blick bringt mehr.
Derselbe Durvasas verfluchte in einer anderen Version Indra und alle Götter, damit sie ihrer Macht und Stärke beraubt würden. So wird der Kampf der Götter um den kraftspendenden Unsterblichkeitstrank Amrita erklärlich.

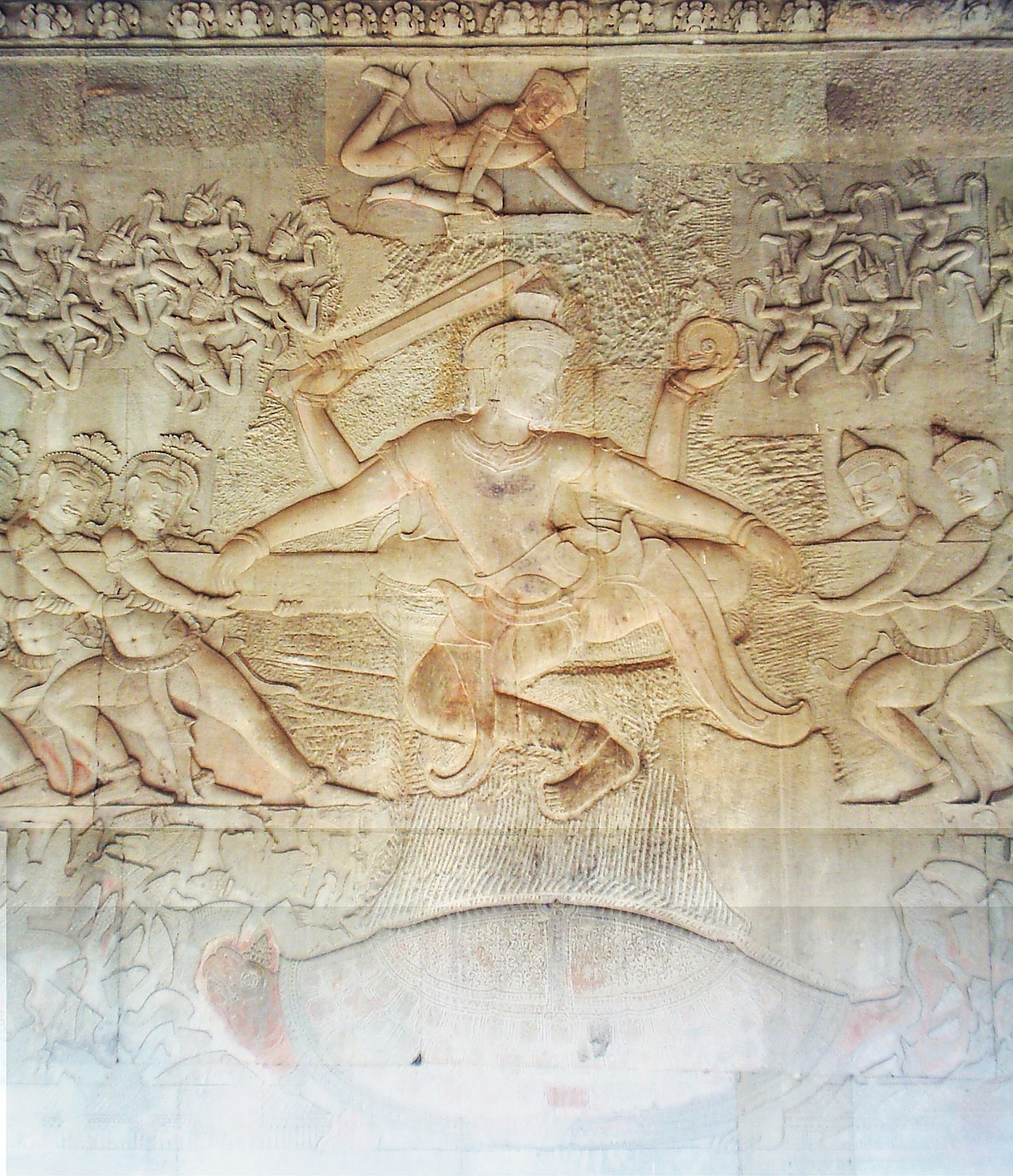
Quirlen des Milchozeans in Angkor Wat, Ostgalerie, Südflügel: zentraler Teil der 50 Meter langen Szene. Vishnu sitzt auf dem Berg Mandara und hält mit zwei Händen die Schlange Vasuki. Darunter die Schildkröte Kurma. Am Himmel Apsaras im Knieflug. Klassischer Stil von Angkor Wat unter König Suryavarman II. 1113–1150.

Es ist ein zweiter Schöpfungsmythos. Dessen Funktion ist, die in Unordnung gekommene Welt wieder einzurichten und dabei die späteren Eigenschaften aller Protagonisten erklärend einzuführen. Zunächst soll die verlorene Stärke wiederhergestellt werden. Die Geschichte heißt Amritamanthana (manthana bedeutet „quirlen“), in den Veden oder den späteren Brahmanas des 7. Jahrhunderts v. Chr. wird sie noch nicht erwähnt. Die erste Variante des Themas findet sich im Mahabharata, in welcher auch Airavata als der erste Elefant vorkommt; ausgebreitet wird die Geschichte dann in den Puranas. Die Puranas („alte Erzählungen“) aus dem 2. bis 10. Jahrhundert sind die wichtigste Quelle indischer Mythen. Im Vishnu-Purana ist es anstelle Indras Vishnu in der Position des Göttervaters, der den Devas rät, sich mit ihren Gegenspielern, den Asuras (Dämonen), zusammenzutun, um den Milchozean zu quirlen.
Die Chaosschlange Vasuki wird um den Berg Mandara als Quirlstab gelegt. Gott Krishna versammelt die Seinen am Schwanzende der Schlange, die Dämonen reihen sich am Kopfende und abwechselnd ziehend versetzen sie den Berg in Drehbewegung. Als dieser droht, im Urozean zu versinken, sorgt Vishnu selbst in Gestalt der Schildkröte Kurma am Meeresgrund beim Quirlen für festen Halt.
Als Zeichen des Universums war der Rücken einer anderen Schildkröte mit Namen Akupara bereits im früheren Welterschaffungsmythos Träger für den Weltenberg Meru, Trägerfunktion für das Himmelsgewölbe übernahmen später in den acht Kardinalpunkten ähnlich Karyatiden Elefantenkühe. Im Mahabharata übernimmt anstelle von Kurma und auf Bitten der Götter und Dämonen Schildkrötenkönig Akupara die Rolle als Fixpunkt im Milchozean.
Nach längerer Zeit, in diesem Fall nach tausend Jahren, kamen durch das Quirlen 14 Kostbarkeiten zum Vorschein, Attribute und Begleiter der Götter für spätere Verwendung. Darunter war auch der weiße Elefant Airavata, den Indra als Reittier erhielt. Den Unsterblichkeitstrunk Amrita bringt Vishnu als himmlischer Arzt Dhanavantari in einem Krug, der ihm sogleich von den Dämonen entrissen wird. Vishnu gelingt es, in die schöne Frau Mohini verwandelt, die Asuras abzulenken, damit der Amrita nur unter den Göttern verteilt werden kann. Bis zur nächsten Weltperiode ist damit Ordnung hergestellt.

### Schöpfungsgeschichte des Matangalila
Bei der Geburt Airavatas aus dem Urei hielt Brahma die beiden glühenden Schalen in Händen und sang über ihnen sieben heilige Lieder (Saman, Zaubergesänge), worauf aus der rechten Schale sieben weitere männliche Elefanten erschienen und danach aus der linken Schale die bereits erwähnten acht Elefantenkühe, die zu Diggajas, Stützen der acht Richtungen des Raumes, wurden. Dort sind sie den Wächtern der Himmelsrichtungen (Dikpalas) beigesellt. Die Elefanten gebaren viele Kinder, die frei durch die Lande zogen. In kosmogonischen Geschichten müssen aus der anfänglichen Formlosigkeit die Götter als Maßstab für die Menschen eine Ordnung schaffen, wobei sich durch besondere Ereignisse die anfängliche Unbestimmtheit allmählich in einer Vorvergangenheit absetzt.
Es ist ein wörtliches Absetzen, da im ersten Weltalter die Elefanten und sogar die Berge Flügel hatten. Genauso schweiften anfangs auch die Pferde mit Flügeln ziellos hin und her, bis sie dieselben unverschuldet verloren. Auf Indras Geheiß wurden ihnen die Flügel mit einem Pfeil abgeschossen, sonst hätten sie sich nie zum Ziehen der Kampfwagen eignen können. Das gehörte zu den weltordnenden Taten Indras, genauso wie das Trennen von Himmel und Erde. Auch die Sonne musste erst auf ihre Bahn gebracht werden.
Die Elefanten verloren durch Übermut ihre Flügel und noch dazu ihre Fähigkeit, wie alle Götter verschiedene Gestalt anzunehmen. Ein Schwarm fliegender Elefanten ließ sich einst auf einem Ast eines riesigen Banyanbaums nieder. Der umgerechnet rund 1000 Kilometer lange Ast brach und zerriss das Land, als er zu Boden fiel. Unter dem Baum saß ein Asket mit Namen Durgha-Tapas („Lange Askese“ oder „Ausdauernde Strenge“), der gerade seine Schüler unterrichtete. Einige von ihnen wurden tödlich getroffen, die Elefanten flogen unbekümmert auf den nächsten Ast, worauf sie der Heilige in seinem Zorn verfluchte, fortan flügellos den Menschen als Reittier zu dienen.  Worte eines Heiligen machen auch Götter nicht ungesprochen. Seither helfen die Elefanten mit ihrem Gewicht, so wie es auch die Berge tun, die unsichere Erde zu festigen.

## Bedeutung

### Regenbringer
Als die Elefanten noch Flügel hatten, wurden sie den Wolken (megha) gleichgesetzt, die zur Regenzeit (Monsun) aus den südlichen Meeren aufsteigen und sich zur Ruhe auf Berggipfeln niederlassen. Damit sind Elefanten mit Regen, Wasser und wieder den Bergen verbunden. Weiße Elefanten gelten als vollkommenstes Abbild des Schneeberges Kailash. Für die nach dem ersten Weltalter auf die Erde verwunschenen Wolkenelefanten verlangt das Matangalila, Feste zu veranstalten, Regenzauber in Erwartung des Monsun. Der vedische Indra ist auch Regen- und Fruchtbarkeitsgott und bewacht Amrita.
Airavatas Gattin ist Abhramu (die „Wolkenbinderin“), urzeitliche Mutter der Wolkenelefanten. Airavatas Beinamen sind Ardh Matanga („Wolkenelefant“), Arka Sodara („Bruder der Sonne“) und Naga-Malla (der „kämpfende Elefant“). Nach dem Ramayana ist seine Mutter Iravati, von ira in der Bedeutung Wasser, allgemein Flüssigkeit oder Milch, also „sie, die Flüssigkeit besitzt“. Iravati ist Namensgeberin für den Irrawaddy, den Hauptfluss Myanmars. Flüsse sind immer weiblich. Aus Iravat ist auch der Name Airavata abgeleitet.

#### Schlangenwesen
Iravati ist wiederum die Tochter von Kadru (Kadri), Urmutter der Schlangen (Nagas). Schlangenkönig Vasuki war bereits beim Quirlen des Milchozeans beteiligt. Dessen Schwester Manasa ist eine andere Tochter Kadrus. Wichtig bei allem ist die Verbindung der Elefanten zu den Schlangen. Beide gehören zum Wasserelement. So wie Elefanten das Himmelsgewölbe tragen, ruht die Erde auf der Weltenschlange Ananta („Unendliche“) -Shesha. In Erwartung des Regens werden ebenso Schlangen verehrt.
Airavata, in buddhistischen Erzählungen Erapatha, ist auch der Name eines Schlangenkönigs. Dasselbe Wort kann Verschiedenes bezeichnen. Naga meint Schlange und auch Elefant, Nagaraja Schlangen- und auch Elefantenkönig, was auf die Ähnlichkeit ihrer Wesen hinweist. Schlangen kommen aus dem Wasser, bevorzugen die Feuchtigkeit und sie bringen Wasser in Form von Regen. Über die Gefährlichkeit der Schlangen für Elefanten soll dieses nicht hinwegtäuschen. Der Kampf beider Tiere, von dem in indischen Elefantenerzählungen berichtet wird, endet mit beider Untergang. Im Matangalila wird vom schlangenhaften Wesen des Elefanten berichtet: Der Rüssel ist dick und lang, also schlangenhaft. Er riecht nach Wasserpflanzen, er trinkt unter anderem Regen, Wind und Mondschein, ähnlich den Schlangen, von denen ein Beinamen „windessend“ lautet. Vermutlich lecken die Schlangen beim Züngeln den Wind.
Obwohl verwandt, ist für Elefanten alles Schlangenartige gefährlich, neben der Kobra (Naga) auch der Fadenwurm (Tantuka), der entstand, als von Airavata einige Tropfen Flüssigkeit aus den Schläfen mit Tränen vermischt zur Erde fielen. Die Behandlungsmethoden des Fadenwurms führen in den Bereich der Elefantenheilkunde.

#### König

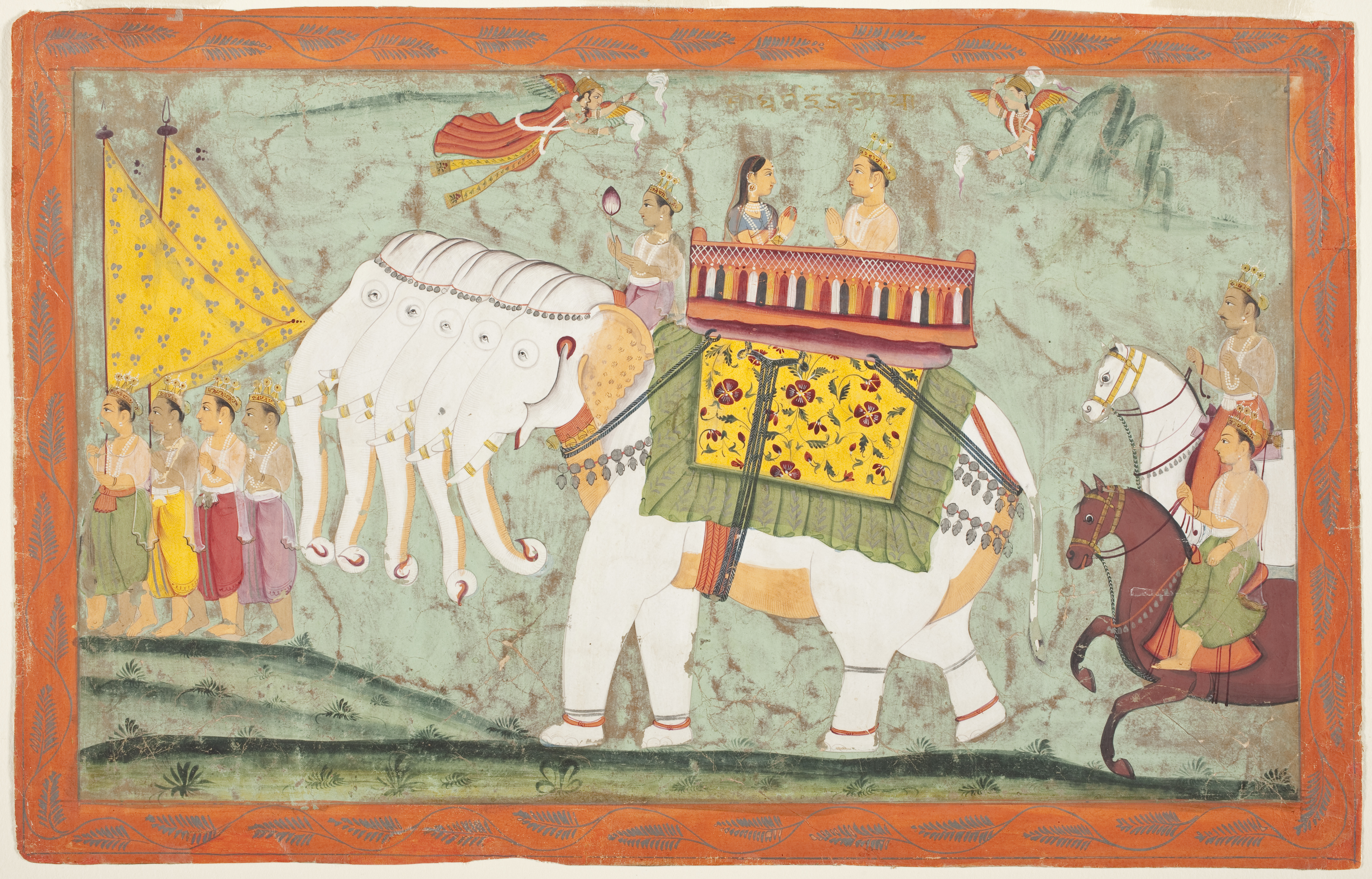
Indra und seine Gattin Indrani (Sachi) auf Airavata. Indische Miniatur nach einer Geschichte aus der Jain-Sammlung Panchakalyanaka, die aus dem Leben des Jina Adinatha (Rishabhanatha), des ersten Tirthankara berichtet. Amber, Rajasthan um 1670–1680. Der Prozessionszug bewegt sich zum Haus des neugeborenen Rishabhanatha, der seiner Mutter Marudevi heimlich weggenommen werden soll, um ihn auf dem Berg Meru zu verehren. Am Himmel huldigen Fliegenwedler, links Adoranten mit Fahnen. – Indra wurde früh in den Jain-Götterhimmel aufgenommen und ist unter dem Namen Saudharmendra weit verbreitet.

Elefanten dienen als Zeichen der Königswürde. Sie stehen in Beziehung zum König, wie das göttliche Reittier zu Indra. Die in Königsgärten gehaltenen weißen Elefanten sind der Stolz des Herrschers und seines Volkes und haben die besondere Aufgabe, zur rechten Zeit die Wolken herbeizurufen. In einem Jataka (Erzählung aus dem früheren Leben Buddhas) übt sich Buddha in Gestalt eines Prinzen in den Tugenden Selbstverleugnung und Mitleid. Als er eines Tages den königlichen weißen Elefanten einem unter Dürre leidenden Nachbarland schenkte, wurde er von seinem verärgerten Volk vertrieben.
Der Elefant verleiht dem König Wunderkraft. Die jährlichen Zeremonien, in denen die weißen Elefanten reich geschmückt in einer Prozession geführt werden, bringen Regen, Fruchtbarkeit und Macht für das Reich.
Die magische Kraft der Schlangen liegt einer Historie zugrunde, die im 13. Jahrhundert ein chinesischer Gesandter in Angkor berichtet: An der Spitze des Tempelbergs Phimeanakas in einer goldenen Kammer lebte eine neunköpfige Schlange als heimliche Herrscherin über das Reich. Nachts musste der König zu ihr hinaufsteigen, den Menschen erschien sie in Gestalt einer Frau.

#### Lakshmi
Dargestellt wird Indra an der Ostseite des nordindischen Tempels zumeist reitend auf Airavata und mit seinen Attributen Donnerkeil (Vajra) zur Teilung der Gewitterwolken und dem Elefantenstachelstock Ankusha als Symbol der Königswürde. Ist Indra stehend abgebildet, befindet sich Airavata zumeist klein an seinem rechten Fuß.
In Südindien sind Elefanten häufiger zusammen mit der Göttin Lakshmi dargestellt. Sie gehört zu den 14 Kostbarkeiten, die aus dem Milchozean geboren wurden. Als „lotosgeboren“ bezeichnet wird Lakshmi in fast allen Abbildungen mit dem Wasserelement Lotos gezeigt. Ursprünglich war sie mit Erde und Feuchte verbunden; aus einer frühen Erdmutter und Fruchtbarkeitsgöttin ist sie heute zu einer Göttin des Glücks und Reichtums geworden. Lakshmi ist Gattin Vishnus und wird im Lichterfest Divali verehrt.
Bereits an Friesen aus dem 2. Jahrhundert v. Chr. der Stupas in Bharhut und Sanchi ist Lakshmi von zwei Elefanten flankiert dargestellt, die sie aus Krügen (kalashas) in ihren Rüsseln mit Wasser aus Krügen übergießen. Dieses Gajalakshmi-Glückssymbol ersetzt in Südindien über Eingängen den für Nordindien zuständigen Elefantengott Ganesh. Die Wassereimer stehen für Überfluss und Wohlstand.

### Ganesh und Makara
Zu den Geschichten um Vishnu und Lakshmi gehört auch eine, die im Brahma Vaivarta Purana (Ganapati Kahand) erwähnt wird: Airavata hatte Indra verlassen und wanderte mit anderen Elefanten im Wald. An anderem Ort verlor der junge Ganesh in einer Vorgeschichte, die mit einem Fluch zu tun hat, seinen Kopf. Als Vishnu den Kopflosen bemerkte, reiste er auf seinem Reittier Garuda in den Wald, sah den schlafenden Airavata und trennte dessen Kopf mit seinem Chakra. Die Geschichte wird aus der Perspektive von Ganesh weitererzählt, Airavata als Randfigur erhält einfach einen neuen Kopf. Airavatas Kopf wird zum heiligen Berg Kailasa gebracht und verhilft auf Ganeshs Körper montiert diesem zu neuem Leben. Seitdem ist „der Elefantenköpfige“ sein Beiname. Unzählige Variationen existieren für diese Geschichte. In anderen steht Shiva im Mittelpunkt.
Etwas Elefantenartiges hat auch der Kopf des Seeungeheuers Makara. Eine weitere Verbindung zwischen Elefant und dem Wasserelement in Gestalt des Reittiers der Flussgöttin Ganga wird im Bhagavata Purana geschildert: Einst war der Elefantenkönig, der diesmal Gajendera heißt, zusammen mit seiner Herde beim Baden am Fluss. Normalerweise hielt er Wache, während die Seinen badeten. Diesmal fühlte sich eine Makara gestört, konnte Gajendera an den Beinen ergreifen und unter Wasser ziehen. Trotz lautstarken Rufen und der Mithilfe aller Elefanten gelang es nicht, Gajendera zu befreien. Errettet wurde er erst, als Vishnu aufmerksam wurde, auf Garuda reitend herbeieilte und das Ungeheuer köpfte.
Makaras sind Krokodilmischwesen mit Rüsselkopf, aus deren geöffnetem Maul an Tempeln das Regenwasser abläuft oder an Reliefs über Tempeleingängen Blumengirlanden herausströmen (Makara-Torana). Der Elefant verkörpert in dieser Geschichte (Gajendra-Moksha) die menschliche Seele, die durch Vishnu pflichtschuldig erlöst wird. Eine Makara, die auf Abbildungen den Elefanten ganz umschlingt, entspricht den Verhaftungen im Materiellen, und Fluss steht überall für Leben.

### Gut und Böse
Dämonen (A-suras) stehen gegen Götter (Suras), wobei die Götterfeinde nur die Kehrseite im Kampf der Guten sind. Der Götterkampf kann abbildhaft verstanden werden zum Bemühen auf sozialer Ebene, in vedischer Zeit die Vorherrschaft der Brahmanenkaste einzuführen, und religiös als notwendiger Durchgang auf dem Weg zur Erlösung.
Der mächtigste der Dämonen im Rigveda war Vritra, Schlange oder Drachen, der Dürre verursacht, in dem er die Wasser der Welt eingeschlossen hält; ein Dämon der Trockenheit, der sich Indra entgegenstellt. Indra wird auf Airavata reitend dargestellt, wie er mit seinem Donnerkeil und der Hilfe von anderen Göttern Vritra letztlich besiegt. Die Anstrengungen waren beträchtlich, ohne das berauschende Soma hätte er es nicht vermocht. Eine spätere Version in den Puranas schildert Vritra als einen zu mächtig gewordenen Brahmanen, diesmal benötigt Indra die Hilfe von Shiva und Vishnu zum Sieg.

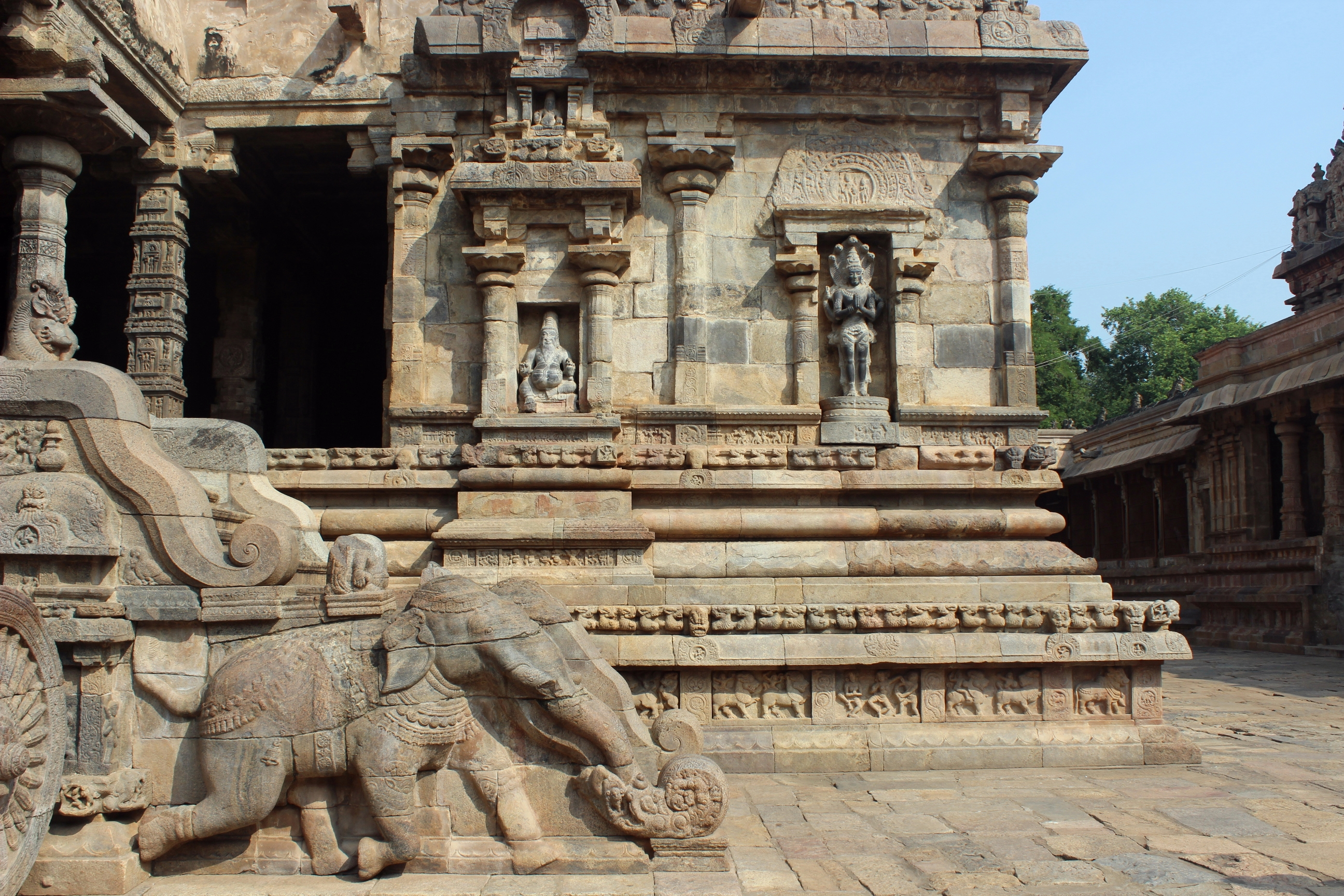
Airavatesvara-Tempel, Darasuram. Unter König Rajaraja, 1146–1173. Langgezogene Haupthalle (Maha-Mandapa) auf hohem Sockel. Seitlich ist eine kleine offene Halle (Muha-Mandapa) wie ein Tempelwagen (Ratha) auf steinernen Rädern angebaut, deren Treppenaufgänge durch Elefanten bewacht werden.

### Hergestellte Ordnung
Die acht männlichen Elefanten aus dem Urei zogen zunächst frei umher, bis sie von den Göttern für den Kampf mit den Dämonen eingespannt wurden. Zunächst flüchteten sie verängstigt zu Brahma, der sie mit einem berauschenden Trank versorgte, nach dessen Genuss sie die Dämonen bezwingen konnten. Nach dem Kampf teilten sie sich auf, um die Lokapalas (Wächtergötter) des Universums an den acht Kompasspunkten zu unterstützen. Indra bewacht als oberster dieser Götter mit Airavata den Osten.
Tempel für die Götter wurden als Abbilder der kosmischen Ordnung gebaut, der Bauvorgang symbolisierte die Weltschöpfung. Wenn der Tempel seine heilige Kraft nicht nur vom zugeeigneten Gott erhält, sondern in anderer Form sogar zurückgeben kann, wächst seine Bedeutung. Im Airavatesvara-Tempel beim Ort Darasuram, fünf Kilometer südlich Kumbakonam in Tamil Nadu, aus der späten Chola-Dynastie (12. Jahrhundert) wird der weiße Elefant verehrt. Der Lingam im Hauptschrein des Tempels ist dem Namen nach dem „Herrn (Ishvara) des Airavata“, also Shiva, geweiht. Hier taucht der Heilige Durvasa im Gründungsmythos auf, indem er, wiederum als Gegenspieler, Airavata verfluchte und seine Haut dunkel werden ließ. Nur ein Bad im heiligen Wasser konnte Airavatas Haut wieder aufhellen. Ein Bad im Tempelteich verschafft Reinigung. Wasserbecken gehören zum Standardplan eines südindischen Tempels und heißen Tirtha, womit ein heiliger Ort am Wasser bezeichnet wird. Zum Thema gehört, einen großen Nagaraja an der Außenwand einer Vorhalle zu erwähnen, mit Schlangenhaube über dem Kopf und den Händen in Anbetungsgeste. Airavatesvara-Tempel waren äußerst selten. Ein anderer kleiner, mit dem Elefanten verbundener Tempel stammt aus dem 8. Jahrhundert und ist weiter nördlich in der alten Pallava-Hauptstadt Kanchipuram erhalten.

## Airavatas irdische Nachkommen
Erzählungen von Göttern flossen zusammen mit psychologischen Beobachtungen von Elefanten und Pferden, den wichtigsten alten Kampftieren, in die altindische Tierheilkunde, als deren (mythischer) Gründer Shalihotra, der Sohn eines weisen Brahmanen gilt. Er lebte im 3. Jahrtausend v. Chr. oder um 600 v. Chr. an unterschiedlich angegebenen Orten, sein bekanntestes Werk ist das Haya-Ayurveda oder Shalihotra Samhita, das sich der Behandlung von Pferden widmet. Es galt als Standardwerk und wurde in einigen Puranas übernommen.

### Die Elefantenlehren

#### Hastyayurveda
Der Hasty-Ayurveda (Hastyāyurveda), auch Pālakāpya-Saṃhitā oder Gaja-Ayurveda, dient ausschließlich der Beschreibung und Behandlung von Elefanten. Als Verfasser gilt Palakapya, der im 6. Jahrhundert v. Chr. (oder 1000 v. Chr.?) in Bengalen gelebt haben soll. In über 10.000 zweizeiligen Strophen werden Elefanten in einzelnen Lebensabschnitten von Geburt an und in ihren besonderen Qualitäten beschrieben. In 152 Kapiteln werden typische Krankheiten, kleinere Krankheiten, Chirurgie bei Elefanten, Ernährung, auch Aufzucht und Training abgehandelt. Der Umfang beträgt rund 700 Druckseiten.

#### Matangalila
Matangalila (Mātaṅgalīlā) oder „Spiel über die Elefanten“ ist eine vergleichsweise kurze und sehr gedrängte Abhandlung von 263 Strophen und gilt als das beste Werk der „Wissenschaft von den Elefanten“ (gajaśāstra).  Eine zeitliche Einordnung des Verfassers Nilakantha wäre spekulativ. Die ältesten, vor allem im Süden Indiens überlieferten Handschriften sind heute etwa 300 Jahre alt, der Text selbst ist jedoch wesentlich älter, vielleicht 1000 Jahre oder mehr. Der Text teilt sich in zwölf Kapitel von sehr unterschiedlicher Länge. Neben einer Humoralpathologie stehen aus den Veden überlieferte Mythen und Ritualsprüche. Auch die Schöpfungsgeschichte der Elefanten aus den Eierschalenhälften wird zitiert.

#### Manasollasa
Zu den Hasti-Shastras gehört auch das Manasollasa des 12. Jahrhunderts, ein Allgemeinlexikon in 10.000 Versen der späten Chalukya-Dynastie. Die Autorschaft von König Someshvardana gilt als gesichert.

## Megha– Wolke
Im Matangalila wird von Elefanten mit drei oder vier Stoßzähnen berichtet. Die Wächterelefanten der acht Weltgegenden kamen dereinst nachts zur Erde herab und zeugten sie mit irdischen Elefantenkühen. Magische Kräfte haben Elefanten auch ohne Abnormitäten. Die hohe Wertschätzung als Kriegselefanten und Tempelelefanten ist Ausdruck für den irdischen Gebrauchswert einer göttlichen Abstammung.